# Лялин, Пимен Васильевич
Пи́мен Васи́льевич Ля́лин (ум. 1754) — камер-юнкер при Елизавете Петровне, некоторое время бывший её фаворитом.
Секретарь саксонского посольства при дворе Екатерины II Георг Адольф Вильгельм фон Гельбиг приводит о нём следующие сведения:

Лялин, молодой русский красавец, из низшаго класса народа, понравился молодой царевне Елизавете, увидевшей его однажды на улице, и так сильно, что она тотчас же взяла его к себе в услужение. Он оставался у нея в услужении, пока она не вступила на трон. [Через два дня] после этого, она сделала его камергером, подарила ему поместья и предоставила ему еще значительные доходы. Он ежедневно бывал в обществе этой государыни.

Казимир Валишевский приводит другую версию знакомства Лялина с Елизаветой:

Лялину посчастливилось привлечь на себя внимание Елизаветы на барке, служившей для прогулок цесаревны. Матросский костюм ему шел и он греб с большой силой. Он умер в 1754 в звании камергера и с лентой Александра Невскаго.

Камер-юнкер с 15 августа 1743 года, камергер с 1 августа 1751 года.
На низкое происхождение Лялина указывает донос на Ивана Степановича Лопухина, согласно которому он говорил в адрес фаворитов Елизаветы: «…канальи Лялин и Сиверс в чины произведены — один из матросов, а другой из кофешенков — за скверное дело».
Попав в «случай», Лялин получил поместья, стал московским домовладельцем, приобрёл поместья во Владимирской губернии. Его именем названы площадь и переулок в Москве. Имел чин ротмистра (по другим сведениям, подполковника)[уточнить].
Потомства, по официальной версии, не оставил.

## Комментарии
1. ↑  В издании 1900 года «Два для…». Исправлено по переизданию 1999 года[2].
2. ↑  В действительности, Лялин получил чин камергера в 1751 году[3].